# Pfadanalyse
Der Begriff Pfadanalyse bezeichnet in der Statistik eine Form der Untersuchung der Abhängigkeiten zwischen Variablen. Im Rahmen der Pfadanalyse werden Pfadmodelle, d. h. theoretisch hergeleitete Modelle kausaler Zusammenhänge zwischen Variablen, empirisch überprüft. Die Pfadanalyse ist Teil der Kausalanalyse. Noch bevor man zur Modellierung schreitet, müssen die relevanten Kausalfaktoren identifiziert sein. Dieses Problem kann unterschiedlich gelöst werden.
Die Korrelation zwischen zwei Variablen stellt per se noch keine Kausalbeziehung dar, sondern liefert lediglich das "Explanandum" für eine wissenschaftliche Erklärung (siehe Hempel-Oppenheim-Schema). Mit anderen Worten: Die statistische Korrelationsbeziehung an sich liefert keine Erklärung, sondern muss selbst theoretisch erklärt werden. Zum Beispiel: "Scheidungsraten" sind von der "Zeit" abhängig. Die unabhängige Variable "Zeit" muss erst noch soziologisch interpretiert werden, damit die Erklärung vollständig geliefert werde, etwa: dass sich mit der Zeit der Grad der Verstädterung geändert habe.

## Abgrenzung
Die Pfadanalyse gilt als Form einer multiplen, auf Kausalzusammenhänge orientierten Regressionsanalyse, kann jedoch ebenso als Spezialfall eines Strukturgleichungsmodells betrachtet werden, in dem nur einzelne Indikatoren für die jeweiligen Variablen des Kausalmodells eingesetzt werden. Es handelt sich somit um ein Strukturgleichungsmodell, in dem zwar das Strukturmodell vorhanden ist, jedoch auf das Messmodell verzichtet wird.

## Geschichte
Die Pfadanalyse hat der Genetiker Sewall Wright um 1918 entwickelt und 1920 ausführlich beschrieben. Außerhalb der Genetik wird die Pfadanalyse insbesondere in der Soziologie und der Ökonometrie eingesetzt. Der ursprüngliche Anspruch dieser statistischen Methode, Kausalzusammenhänge aufzuzeigen, wurde von Beginn an intensiv diskutiert, ist heute aber etwas in den Hintergrund getreten.